# Wu Yibing
Este es un nombre chino; el apellido es Wu.
Yibing Wu (chino: 吴易昺; pinyin: Wú Yìbǐng; nacido el 16 de octubre de 1999) es un tenista de nacionalidad china.

## Carrera
Wu se convirtió en el primer chino masculino en la Era Abierta en clasificarse para el US Open, ganando su último partido de clasificación antes de que Zhizhen Zhang también ganara su último partido más tarde ese mismo día. Unos días más tarde, ganó su partido de primera ronda contra Nikoloz Basilashvili, convirtiéndose en el primer jugador chino masculino en ganar un partido del US Open en la Era Abierta y un partido de Grand Slam en 63 años desde Mei Fu Chi en Wimbledon 1959.
Wu Yibing se convirtió en el primer tenista chino en alzar un título de ATP.

## Títulos ATP (1; 1+0)

### Individual (1)
| Leyenda                         |
| Grand Slam (0)                  |
| ATP World Tour Finals (0)       |
| Juegos Olímpicos (0)            |
| ATP World Tour Masters 1000 (0) |
| ATP World Tour 500 Series (0)   |
| ATP World Tour 250 Series (1)   |

| N.° | Fecha                 | Torneo | Superficie | Oponente en la final | Resultado               |
| --- | --------------------- | ------ | ---------- | -------------------- | ----------------------- |
| 1.  | 12 de febrero de 2023 | Dallas | Dura (i)   | John Isner           | 6-7(4), 7-6(3), 7-6(12) |

## Títulos ATP Challenger (5; 5+0)

### Individuales (5)
| N.° | Fecha                    | Torneo                     | Superficie | Oponente en la final | Resultado              |
| --- | ------------------------ | -------------------------- | ---------- | -------------------- | ---------------------- |
| 1.  | 17 de septiembre de 2017 | Challenger de Shanghái     | Dura       | Yen-Hsun Lu          | 7-6(6), 0-0, ret.      |
| 2.  | 12 de junio de 2022      | Challenger de Orlando      | Dura       | Jason Kubler         | 6-7(5), 6-4, 3-1, ret. |
| 3.  | 17 de julio de 2022      | Challenger de Rome         | Dura (i)   | Ben Shelton          | 7-5, 6-3               |
| 4.  | 24 de julio de 2022      | Challenger de Indianapolis | Dura (i)   | Aleksandar Kovacevic | 6-7(10), 7-6(13), 6-3  |
| 5.  | 24 de agosto de 2024     | Challenger de Jinan        | Dura       | Rio Noguchi          | 7-5, 6-3               |